# Andreas Kupfer
Andreas „Ander“ Kupfer (* 7. Mai 1914 in Schweinfurt; † 30. April 2001 in Marktbreit) war ein deutscher Fußballspieler. Von 1937 bis 1950 absolvierte er in der deutschen Fußballnationalmannschaft 44 Länderspiele als Aktiver des 1. FC Schweinfurt 05 und erzielte dabei ein Tor. Er wurde in den 1930er Jahren als einer der weltbesten Spieler auf der Außenläufer-Position bekannt. Der Trainer der erfolgreichen italienischen Weltmeisterschaftsteams 1934 und 1938, Vittorio Pozzo, berief Kupfer im Jahr 1938 in eine erstmals gebildete FIFA-Kontinentauswahl für das Spiel am 26. Oktober gegen England. Zusammen mit dem ebenfalls in die Kontinentauswahl berufenen Albin Kitzinger bildeten sie, wie schon beim 1. FC Schweinfurt 05 und in der deutschen Nationalmannschaft, ein legendäres Außenläufer-Paar. Am 22. November 1950 war Andreas Kupfer im Spiel gegen die Schweiz der erste Kapitän der Fußballnationalmannschaft der neugegründeten Bundesrepublik Deutschland.

## Karriere

### Vereine
Sportlich aufgewachsen ist Kupfer beim VfR 07 Schweinfurt, mit 19 Jahren schloss er sich im Jahr 1933 dann dem lokal führenden 1. FC Schweinfurt 05 an. Mit der Runde 1933/34 wurden erstmals in 16 vornehmlich nach landsmannschaftlichen Kriterien eingerichteten Gauligen die regionalen Meisterschaften ausgespielt. In der sportlich anspruchsvollen Gauliga Bayern – Konkurrenten der Grün-Weißen aus Unterfranken waren unter anderem der 1. FC Nürnberg, der TSV 1860 München, Bayern München, Schwaben Augsburg, SpVgg Fürth, Wacker München – belegten die 05er im Debütjahr den vierten Rang. Das junge Talent Kupfer konnte in der Leistungsklasse der Gauliga wie auch an der Seite seiner Mannschaftskameraden Albin Kitzinger und Karl Rühr wertvollen Anschauungsunterricht erfahren und so auch sein Leistungsvermögen kontinuierlich verbessern.
Im Tschammerpokal des Jahres 1936 konnten Kupfer und seine Kollegen erstmals auch überregional auf sich aufmerksam machen. Erst im Halbfinale scheiterten die Schweinfurter nach einer 2:3-Niederlage am 8. November 1936 in Gelsenkirchen am FC Schalke 04. In der folgenden Runde setzte sich aber der Aufschwung fort. Hinter Titelverteidiger 1. FC Nürnberg belegten die Grün-Weißen 1936/37 den zweiten Rang und Kupfer debütierte am 21. März 1937 in der Fußballnationalmannschaft. Er zog damit seinem Mannschaftskameraden Albin Kitzinger nach, der bereits im August 1935 sein Debüt in der Nationalelf gegeben hatte.
Als am 2. April 1939 Schweinfurt mit 2:1 Toren beim Titelverteidiger 1. FC Nürnberg das Spiel gewonnen hatte, konnten sie die Gaumeisterschaft mit einem Punkt Vorsprung vor dem TSV 1860 München und damit den Einzug in die Endrunde um die deutsche Fußballmeisterschaft feiern.
In der Endrunde absolvierte der Internationale alle vier Spiele gegen die Konkurrenten Dresdner SC und Warnsdorfer FK. Punktgleich mit der Helmut Schön-Elf aus Dresden – beide wiesen 6:2 Punkte auf – kam Schweinfurt mit einem mehr erhaltenen Gegentor nur auf den zweiten Gruppenplatz und schied aus der Endrunde aus. Trotzdem hatten Kupfer und seine Mannschaftskameraden Kitzinger, Walter Meining, Jakob Lotz, Karl Spitzenpfeil, Robert Niederhausen und Paul Gorski die Gauliga Bayern erstklassig vertreten.
Drei Jahre später, in der Kriegssaison 1941/42, holten sich Kupfer und Kollegen die zweite Meisterschaft in Bayern. Die Grundlage waren 22:0 Heimpunkte, womit sie die SpVgg Fürth und TSV 1860 München als Titelverteidiger auf die Plätze verweisen konnten. Im Endrunden-Achtelfinale am 24. Mai 1942 unterlag Schweinfurt ohne den Antreiber „Anderl“ Kupfer gegen die SS-Sport-Gemeinschaft Straßburg mit 1:2 Toren.
Nach dem Ende des Zweiten Weltkriegs wurde in Süddeutschland bereits am 4. November 1945 mit dem ersten Spieltag die Fußball-Oberliga Süd gestartet. Am 14. Oktober hatten die Schweinfurter schon zu einem Freundschaftsspiel beim 1. FC Bamberg gastiert. Nach 30 Spieltagen belegten Kupfer und Kollegen mit 33:27 Punkten den siebten Rang in der Debütrunde 1945/46. Als Nürnberg 1946/47 in der aus 20 Vereinen bestehenden „Mammut-Liga“ mit 13 Punkten Vorsprung und dem Torverhältnis von 108:31 überlegen vor dem SV Waldhof die Südmeisterschaft holen konnte, belegte Schweinfurt den neunten Rang. Am 35. Spieltag hatten die „Schnüdel“ vor 14.000 Zuschauern dem Meister mit einem 2:2-Remis einen Punkt abgenommen. Der gerade vor fünf Wochen 33 Jahre alt gewordene „Ander“ spielte wie gewohnt auf der rechten Außenläuferposition und gewann die meisten Duelle gegen Julius Uebelein, Vetter Karl „Molli“ Kupfer bekämpfte als Mittelläufer den Torjäger Hans Pöschl und Albin Kitzinger hatte es mit dem jungen Max Morlock zu tun. Nach einer Leser-Abstimmung zu einer „fiktiven“ Nationalmannschaft der Sportzeitschrift „Der neue Sport“ aus Frankfurt bildeten Kupfer und die zwei Nürnberger Kennemann und Gebhardt die Läuferreihe.
In der Runde 1950/51 führte Kupfer mit Schweinfurt nach dem 3:0-Heimsieg im Nachholspiel am 12. November 1950 gegen den FC Singen 04, wo Ernst Willimowski im Angriff spielte, mit 17:7 Punkten die Tabelle in der Oberliga Süd an, verlor aber sieben Tage später, am 19. November, die Tabellenführung durch eine 1:2-Heimniederlage gegen Schwaben Augsburg an die punktgleichen Konkurrenten 1. FC Nürnberg und die SpVgg Fürth. Drei Tage danach führte der 36-jährige „Anderl“ Kupfer, am 22. November in Stuttgart vor 115.000 Zuschauern im völlig überfüllten Neckarstadion, als Spielführer die deutsche Fußballnationalmannschaft zum ersten Nachkriegsländerspiel gegen die Schweiz auf den Platz. Am Rundenende belegte er mit Schweinfurt den siebten Rang und hatte dabei in 32 von 34 Ligaspielen mitgewirkt und drei Tore erzielt. Erstmals etablierte sich mit Fritz Meusel, er schoss für die Grün-Weißen 23 Tore, ein Offensivspieler von Schweinfurt in den vorderen Rängen der Süd-Torschützenliste. Das folgende Jahr brachte fast den Abstieg. Die 05er erzielen mit 32 Treffern die wenigsten Toren der Liga und können gerade noch die zwei Absteiger Schwaben Augsburg und den Mannheimer Stadtteilklub VfL Neckarau rettend hinter sich lassen.
Am 29. März 1953, knapp vor seinem 39. Geburtstag und nach 20 Jahren als Leistungsträger in der immer in der Erstklassigkeit der Gau- beziehungsweise Oberliga spielenden Ligamannschaft, bestreitet Andreas Kupfer für Schweinfurt 05 sein letztes Pflichtspiel. Er bildete zusammen mit Ludwig Merz und Walter Lang die Läuferreihe. Mit 0:3 Toren ging sein 229. Oberligaspiel beim 1. FC Nürnberg verloren. Nach rund 650 Einsätzen im Dress der Nullfünfer beendete er seine zwei Jahrzehnte währende eindrucksvolle Spielerkarriere.
Hermann E. Fischer beschreibt 1993 im Buch über die Oberliga-Süd den Spielführer im ersten Länderspiel der Nachkriegszeit mit folgenden Worten:

„ Ander Kupfer in Aktion zu sehen, war oft wahrer Genuß. Versiert in Abwehr und Vorwärtsdrang gleichermaßen, wusste er den Ball geradezu zu streicheln, und der gehorchte ihm. Großartige Kondition verschaffte dem Linksfüßer auf der rechten Seite viele Vorteile. Wer den Ander jedoch „Anderl“ nannte, verkannte ihn gründlich: Ein „Anderl“, so etwas Herziges halt, ist er wirklich nicht gewesen. Seine kompromißlose Härte galt als sprichwörtlich und viele Widersacher bekamen sie zu spüren, darunter auch Helmut Schön in den Endrundenspielen des Dresdner SC mit den 05ern 1939“

Der „kicker“ urteilte 1939 über das Schweinfurter Außenläuferpaar Kupfer-Kitzinger mit den Ausführungen: „Man möchte sagen: Sie sind für das moderne Spiel geradezu geschaffen worden. Als Partner und als Einzelkönner haben sie in Europa nicht ihresgleichen.“ Die angeführte Wertigkeit wird durch die Berufung in die Kontinentmannschaft am 26. Oktober 1938 in London im Spiel gegen England zusammen mit Albin Kitzinger unterstrichen, wo sie mit dem italienischen WM-Stopper Miguel Andreolo die Läuferreihe bildeten.

### Auswahl-/Nationalmannschaft
Im Spieljahr 1936/37 schmückte sich Schweinfurt 05 mit der Vizemeisterschaft in Bayern und neben Albin Kitzinger hatte sich dabei insbesondere sein junger Außenläuferkollege Andreas Kupfer ausgezeichnet. Als am 21. März 1937 der DFB einen Doppelspieltag mit der Nationalmannschaft durchführte – eine „B-Elf“ trat gegen Luxemburg an und die „A-Auswahl“ spielte in Stuttgart gegen die Vertretung von Frankreich –, kam Kupfer in Luxemburg zu seinem Debüt in der Nationalmannschaft. Der erfahrene Benrather Karl Hohmann führte als Mannschaftskapitän die Elf der „Neulinge“ im Großherzogtum zu einem 3:2-Sieg und der Mann aus Schweinfurt hatte sich auf der Außenläuferposition für weitere Einsätze empfohlen. Bereits einen Monat später, am 25. April, kam „Ander“ Kupfer zu seinem zweiten Länderspieleinsatz. In Hannover gelang der deutschen Mannschaft ein 1:0-Erfolg gegen Belgien. Die Läuferreihe spielte erstmals in der Besetzung mit Mittelläufer Ludwig Goldbrunner und den beiden Schweinfurtern Außenläufern Kupfer und Kitzinger. Danach gehörte Kupfer bereits nach zwei Länderspielen dem festen Stamm der Nationalmannschaft des Trainergespanns Otto Nerz und Sepp Herberger an. Die Läuferreihe Kupfer – Goldbrunner – Kitzinger wird in der Fachliteratur „als die wohl stärkste Läuferreihe, die Deutschland bis 1945 hatte“, beschrieben.
Acht Tage später, am 2. Mai, war Kupfer in seinem dritten Länderspiel in der DFB-Elf aktiv, die in Zürich mit 1:0 durch ein Tor von Vereinskollege Kitzinger erfolgreich war. Bereits vierzehn Tage danach stand das nächste Länderspiel in Breslau gegen Dänemark auf dem Programm. Dazwischen wurde ein Lehrgang mit drei Spielen gegen die englische Profimannschaft von Manchester City durchgeführt. Am 12. Mai fand das dritte Testspiel gegen die Mannschaft aus dem Stadion Maine Road vor 18.000 Zuschauern im heimischen Schweinfurt statt. Die drei Lokalmatadoren Kupfer, Kitzinger und Robert Bernard bildeten bei der 2:3-Niederlage gegen „The Citizens“ die Läuferreihe. Mannschaftskapitän Fritz Szepan führte vier Tage später die Nationalmannschaft in Breslau vor 40.000 Zuschauern gegen Dänemark auf das Feld. Der nördliche Nachbar hatte im Jahr 1936 mit einer positiven Bilanz in den Spielen gegen Schweden (4:3), Finnland (4:1), Norwegen (3:3) und Polen (2:1) seine sportliche Substanz unter Beweis gestellt. Das Spiel endete mit einem überlegen heraus gespielten 8:0-Sieg der deutschen Elf und damit war die sogenannte „Breslau-Elf“ geboren. Kupfer war mit seinen vier Länderspieleinsätzen das „Küken“, Otto Siffling vom SV Waldhof als „zurückhängender Mittelstürmer“ der Unruheherd in der dänischen Defensive und zusätzlich noch mit fünf Treffern der herausragende Torschütze. Dem „spielprägenden Viereck“ im WM-System durch die zwei eingespielten Außenläufer- und Halbstürmerpaare (Kupfer-Kitzinger und Gellesch-Szepan) wurde durch den „spielenden Torjäger“ Siffling die Krone aufgesetzt. Die DFB-Elf zeigte eindrucksvolle Kombinationen, gekonntes Passspiel, Positionswechsel, Spiel in die Tiefe und über die Flügel, überzeugte durch Technik und Spielwitz. Die alten Vorurteile, deutsche Fußballer könnten nur kämpfen und rennen, nicht aber spielerische Klasse demonstrieren, erteilten sie damit eine deutliche Abfuhr.
Mit dem Einmarsch von Hitlers Truppen in Österreich änderte sich ab Anfang März 1938 schlagartig aber auch die Situation der deutschen Fußballnationalmannschaft für die Weltmeisterschaft 1938 in Frankreich. Beide Ländermannschaften waren für das FIFA-Turnier qualifiziert, beide Mannschaften zählten qualitativ zum Favoritenkreis, aber beide Mannschaften pflegten völlig verschiedene Systeme. Die Zeit bis zum WM-Start im Juni war nicht ausreichend um eine gelungene Verschmelzung durchzuführen. Die politisch verordnete „6:5-Basis“ bei der Aufstellung konnte zwar auf dem Papier, aber nicht auf dem Rasen funktionieren. Kupfer erlebte deshalb in Frankreich nicht einen Höhepunkt in seiner sportlichen Laufbahn, die zwei Spiele gegen die Schweiz am 4. und 9. Juni in Paris, wurden zu bitteren Erfahrungen. Beim 1:1 nach Verlängerung bildeten die zwei Schweinfurter Seitenläufer Kitzinger und Kupfer an der Seite des österreichischen Mittelläufers Hans Mock die Läuferreihe. Kitzinger verletzte sich dabei und so formierte sich bei der 2:4-Niederlage beim Wiederholungsspiel die Läuferreihe neu mit Kupfer, Goldbrunner und Stefan Skoumal von Rapid Wien. Bei Leinemann ist notiert:

„„Eine Wiener Melange mit preußischem Einschlag“, wie Herberger das Unternehmen sarkastisch nannte. Gegen politischen Druck mussten sportliche Argumente zurückstehen.“

In den Kriegsjahren kam es am 14. Juli 1940 in Frankfurt am Main beim Länderspiel gegen Rumänien zum Debüt von Fritz Walter vom 1. FC Kaiserslautern. Der 26-fache Nationalspieler Kupfer war der beruhigende Zimmerkollege des nervösen Neulings aus der Pfalz. Das Spiel endete mit einem 9:3-Erfolg und Deutschland hatte mit dem dreifachen Torschützen Fritz Walter einen neuen Stürmerstar. Am 22. November 1942 führte Deutschland in Pressburg gegen die Slowakei sein letztes Kriegsländerspiel durch. Kupfer bildete in seinem 43. Länderspiel zusammen mit Hans Rohde und Albert Sing beim 5:2-Erfolg die deutsche Läuferreihe. Fritz Walter und August Klingler bildeten einen herausragenden linken Flügel. Danach waren durch die sich immer weiter verschlimmernden Kriegsumstände keine internationalen Spiele mehr möglich.
Nach dem Ende des Zweiten Weltkriegs gehörte der Routinier aus Schweinfurt im März und Juni 1946 in den ersten zwei Repräsentativspielen der Auswahl von Süddeutschland gegen Westdeutschland an. Im Mai und Oktober 1948 vertrat er wieder den Süden in den Spielen gegen eine Kombination aus West/Nord und Norddeutschland. Bundestrainer Herberger führte vom 14. bis 19. November 1949 in Duisburg den ersten Nachkriegslehrgang zur Bildung der zukünftigen Nationalmannschaft durch. Am 22. November 1950, acht Jahre nach dem letzten Kriegsländerspiel am 22. November 1942, war der 36-jährige Kupfer der Mannschaftskapitän der deutschen Fußballnationalmannschaft im ersten Nachkriegsländerspiel in Stuttgart gegen die Schweiz. Mit seinem 44. Einsatz endete seine 13 Jahre währende Karriere in der Nationalmannschaft.
Helmut Schön, Kupfers Mitspieler in der Nationalmannschaft von 1937 bis 1941, schrieb dem Außenläufer 1978 in seinen Erinnerungen folgende Eigenschaften zu:

„Ander Kupfer als Außenläufer war ein Spieler, der heute bei uns im Mittelfeld mit Sicherheit einen Stammplatz hätte; ich wäre froh gewesen, einen solchen Mann in Argentinien dabeigehabt zu haben. Wenn der hinter mir spielte, mit seiner Härte, seinem Geschick, seiner Schnelligkeit, dann fühlte ich mich vorne absolut sicher. Kupfers linkes Bein war stärker als das rechte; wenn er mit dem Ball von rechts zur Mitte lief, gab er mit dem linken Fuß diagonal Vorlagen auf den rechten Flügel, die alles aufrissen. Ein begnadeter Spieler.“

## Erfolge

### 1. FC Schweinfurt 05
- Meister der Gauliga Bayern: 1939, 1942
- Teilnahme an der Endrunde zur deutschen Fußballmeisterschaft: 1939, 1942
- Tschammerpokal: Halbfinale 1936

### Auswahlmannschaften
- Deutsche Fußballnationalmannschaft: 1937–1950 (44 Einsätze/1 Tor)
- WM-Teilnehmer: 1938
- FIFA-Kontinentauswahl: 1938
- Gauauswahl Bayern: Sieger des Reichsbundpokals 1940

## Sonstiges
- Zusammen mit Sepp Herberger, Fritz Walter und weiteren bekannten Fußballspielern wirkte Kupfer in dem von Robert Adolf Stemmle 1941 produzierten und 1942 veröffentlichten Sportfilm „Das große Spiel“ mit.[9]
- Er betrieb beruflich ein Pflastergeschäft und arbeitete später als Trainer bei unterklassigen Amateurvereinen in Unterfranken.
- In der Oberliga Süd hatte er bei Schweinfurt 05 auch die Funktion des Spielertrainers[10] in den Runden 1947/48, 1949/49 und von 1951 bis 1953 ausgeübt.
- Sein Sohn Rolf absolvierte für die Nullfünfer von 1960 bis 1963 insgesamt 54 Spiele in der Oberliga Süd und erzielte dabei 13 Tore. Er war der Kapitän der Meistermannschaft der Runde 1965/66 in der Fußball-Regionalliga Süd, bei welcher sein Vater Andreas in der Saison 1964/65 interimsmäßig als Trainer aushalf.